# اغتصاب (فلم)
اغتصاب فيلم تشويق وإثارة مصري بطولة فاروق الفيشاوي ، نجاح الموجي ، أحمد بدير ،هدى رمزي، من إنتاج سنه 1989، من إخراج: علي عبد الخالق.

## القصة
تتعرض الممرضة عفاف لعملية خطف من ثلاثة شبان : ممدوح وفهمي وشكري ، وهي في طريقها لحضور حفل صديقتها في منطقة نائية. تتمكن من الهرب منهم والاحتماء بأصحاب المكان. يلحقون بها وبحيلهم ينجحون في إقناع من تحتمي بهم بكذب أقوالها وتتكرر مطاردتهم لها. يستيقظ ضمير ممدوح، ويقرر حمايتها من زميليه ويصاب إثر مشاجرته معهما. تتمكن عفاف من الهرب وتصل إلى الطريق لتستقل سيارة أجرة لتعود إلى منزلها.

## روابط خارجية
- مقالات تستعمل روابط فنية بلا صلة مع ويكي بيانات